# Hugo Manuel Salaberry Goyeneche
Mons. Hugo Manuel Salaberry Goyeneche, S.J. (* 7. března 1952, San Andrés de Giles) je argentinský římskokatolický duchovní, jezuita a biskup Azulu.

## Život
Narodil se 7. března 1952 v San Andrés de Giles.
Po střední škole pracoval jako učitel piana ve svém rodném městě. Dne 31. prosince 1976 vstoupil do Tovaryšstva Ježíšova. V letech 1979–1983 prošel studiem filosofie a teologie.
Dne 3. prosince 1985 byl vysvěcen na kněze a 15. srpna 1989 složil své věčné sliby. Roku 1900 se stal superiorem domu Jezuitů a farářem farnosti Nuestra Señora de Itatí v Posadas. Stal se předsedou Nejvyšší rady katolického vzdělávání (CONSUDEC).
Dne 24. května 2006 jej papež Benedikt XVI. jmenoval biskupem diecéze Azul. Dne 21. srpna 2006 byl vysvěcen na biskupa. Světiteli byli kardinál Jorge Mario Bergoglio, biskup Emilio Pablo Bianchi di Cárcano a arcibiskup Guillermo José Garlatti.